# Johann Friedrich Anthing
Johann Friedrich Anthing (1753 - 1805) est un militaire, silhouetteur et historien allemand.

## Biographie
Johann Friedrich Anthing est né le 26 mai 1753 dans la ville de Gotha (Duché de Saxe-Gotha, aujourd'hui Thuringe). Après des études de Théologie à Iéna, il se met à parcourir les cours européennes comme dessinateur de silhouettes. Il portraiturera ainsi princes, courtisans et personnages illustres tel Goethe, lors de son séjour à la cour de Weimar (1789). Exerçant son art à Saint-Pétersbourg dès 1783, il y dessine les membres de la famille impériale, notamment le Grand Duc Paul Petrovitch (futur Paul Ier) et sa femme Maria Fedorovna. Il se rend à Francfort en 1790, pour le couronnement de Léopold II d'Autriche, et publie une description de la célébration. En 1793, il repart en Russie et devient le secrétaire et aide-de-camp du Maréchal Alexandre Souvorov, dont il écrira une biographie en trois volumes (Histoire des campagnes du Maréchal de Suworow). Après l'avènement de Paul Ier et la disgrâce de Souvorov en 1797, Anthing donne sa démission. Il passe les dernières années de sa vie à Saint-Pétersbourg et y meurt le 12 août 1805.

## Vie privée
Marié à une Française, Louise Antoinette TASSIN, il eut une fille, Johanna Maria Sophia "Sophinka" d'Anthing (1799-1823), qui fera souche en France en épousant Hyppolite d'ABZAC de LADOUZE. Il était également le frère aîné d'un général du Premier Empire, Karl Heinrich Wilhelm von Anthing.

## Quelques œuvres

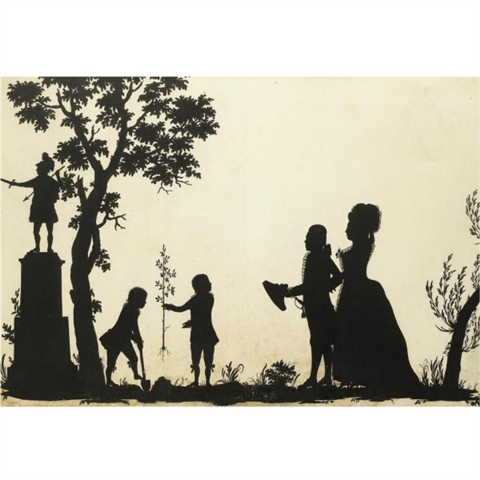
Silhouettes de Paul Petrovitch et Maria Fedorovna
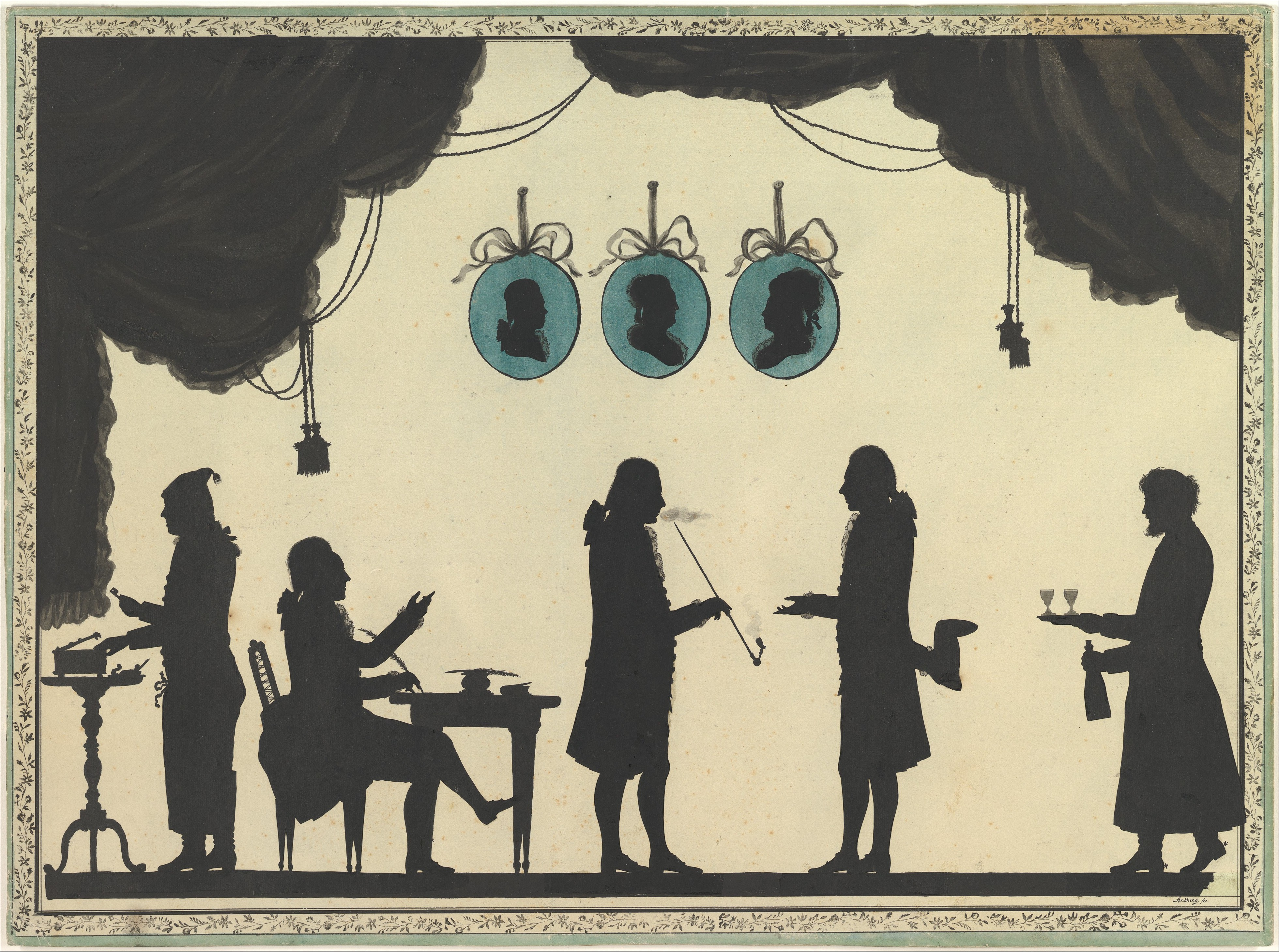
Silhouette de David Roentgen dans le cabinet impérial
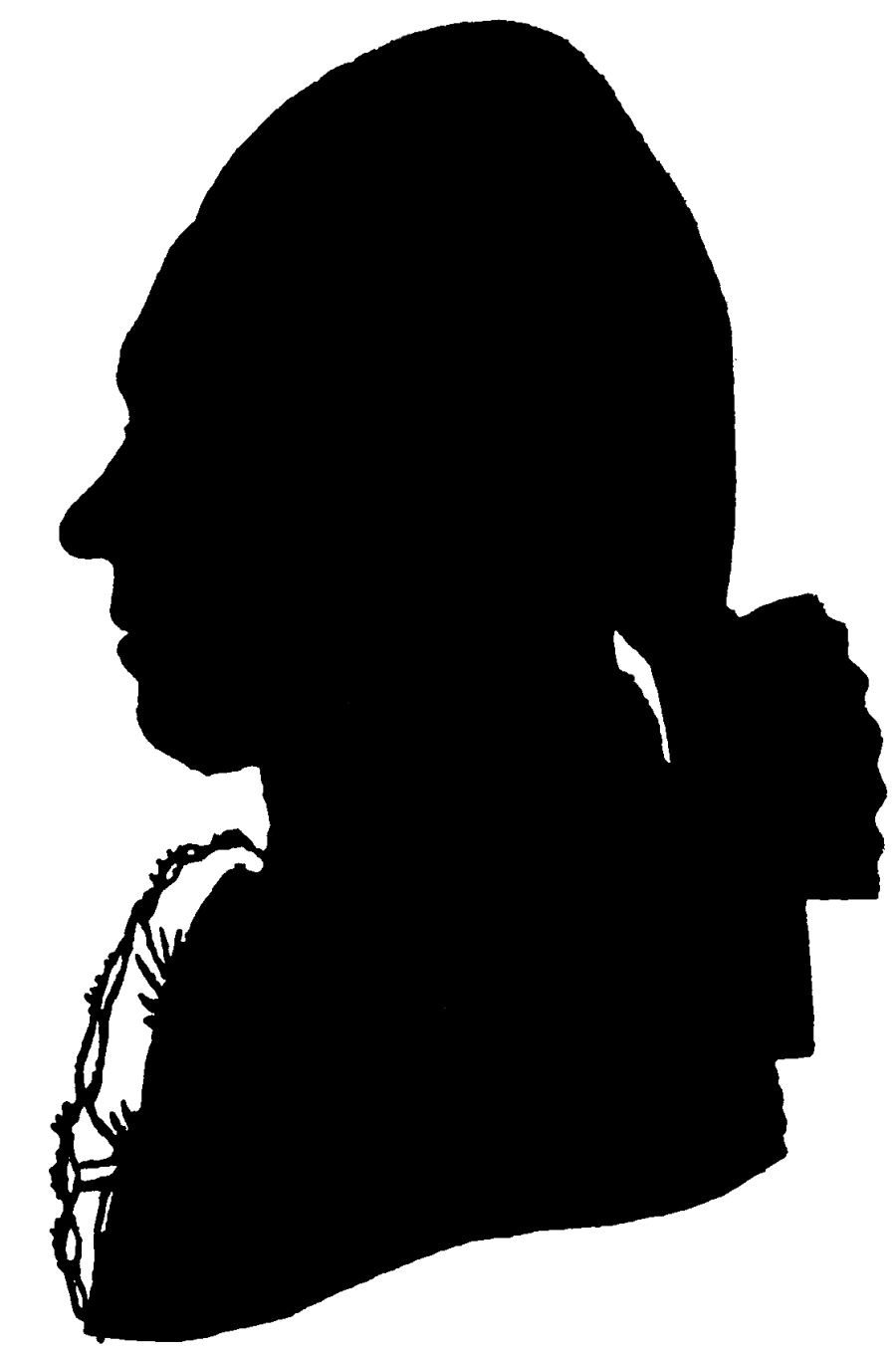
Peter Simon Pallas
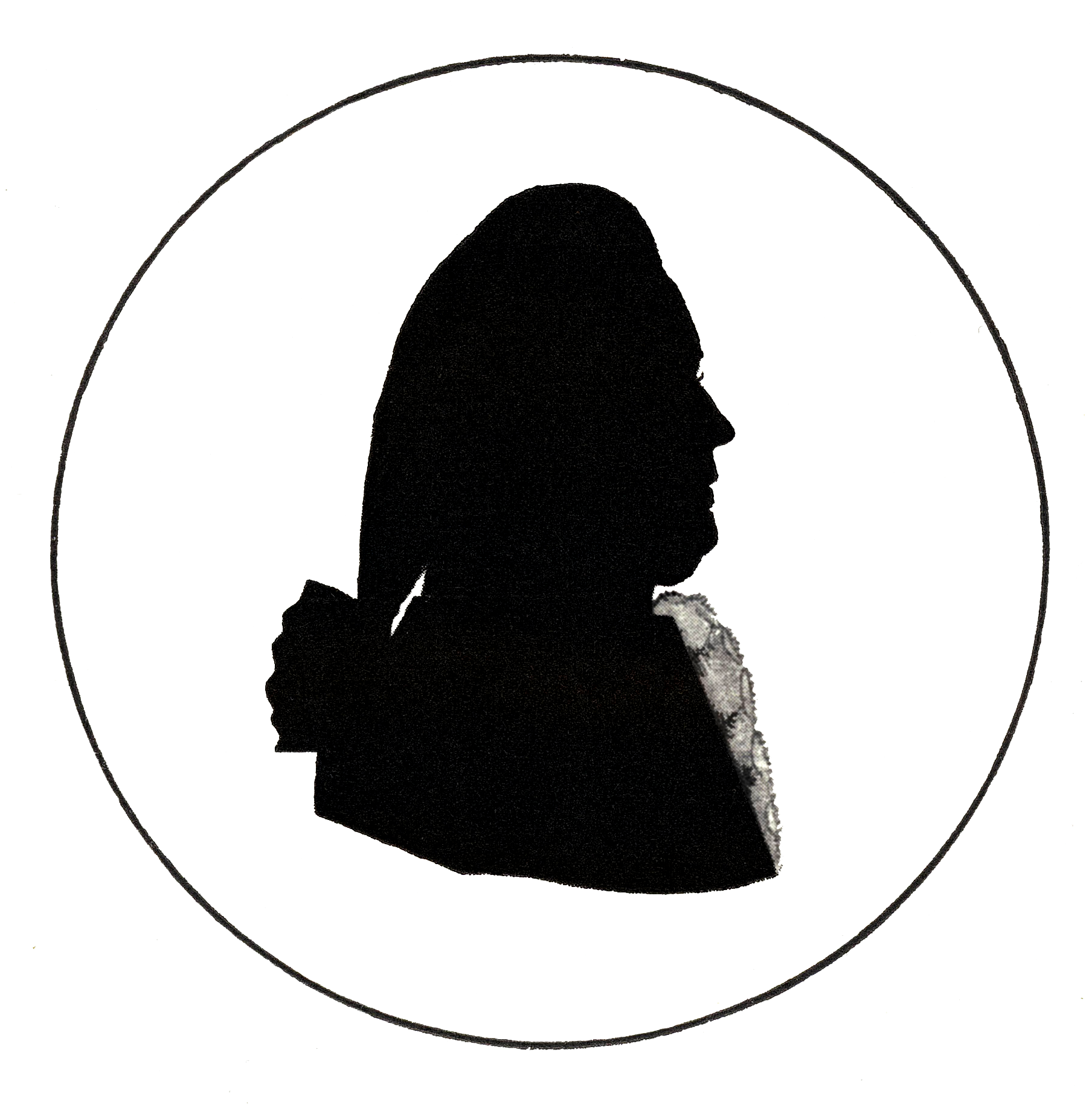
Anders Johan Lexell

## Œuvres
- Recueil de cent silhouettes de personnes illustres et célèbres dessinées d'après les originaux (1791). Œuvre à feuilleter sur le site de la Deutsche Forschungsgemeinschaft :
- De la Russie, son art de vivre, ses mœurs, son luxe, sa mode et ses divertissements (Über Russland, seine Landesart, Sitten, Luxus, Moden und Ergötzlichkeiten - 1791)
- Histoire des campagnes du maréchal de Suworow (1796) (En allemand, Versuch einer Kriegs-Geschichte des Grafen Alexander Suworow - 1795-1799)

## Sources et liens externes
- Notices d'autorité :   - VIAF
  - ISNI
  - IdRef
  - LCCN
  - GND
  - Pays-Bas
  - Pologne
  - Israël
  - NUKAT
  - Tchéquie
  - Portugal
  - Lettonie
  - WorldCat
- Courte biographie en allemand de Johann Friedrich Anthing sur le site de la Bibliothèque Nationale Allemande (Deutschen Nationalbibliothek) :
- Anthing, Johann Friedrich (2002). Histoire des campagnes du maréchal de Suworow, prince Italikski, général-feld-maréchal au service de la Russie. BookSurge Publishing.
- Schüddekopf, Johann Friedrich (1913). Johann Friedrich Anthing. Eine Skizze. Weimar: Gesellschaft der Bibliophilen. (Johann Friedrich Anthing. Un dessin)